# Upper Pertwood
Upper Pertwood var en civil parish fram till 1885 då den blev en del av East Knoyle och Sutton Veney, i grevskapet Wiltshire, i England. Civil parish var belägen 10 km från Warminster och hade 38 invånare år 1881.